# Бернабе Феррейра
Бернабе Феррейра (ісп. Bernabé Ferreyra, нар. 12 лютого 1909, Руфіно — пом. 22 травня 1972, Буенос-Айрес) — аргентинський футболіст, що грав на позиції нападника.
Виступав, зокрема, за клуб «Рівер Плейт», а також національну збірну Аргентини. Триразовий чемпіон Аргентини. Один з найкращих гравців в історії аргентинського футболу. По середній результативності займає перше місце у Аргентині — 1,04 гола за матч (206 м'ячів у 197 іграх).

## Клубна кар'єра

### Початок кар'єри
Бернабе Феррейра народився 12 лютого 1909 в місті Руфіно в провінції Санта-Фе. Він ріс в небагатій великій сім'ї, в якій був самим молодшим. Старші брати Бернабе були футболістами, вони прищепили своєму молодшому братові любов до футболу. Через те, що сім'я Феррейри була небагатою, Бернабе, граючи у дворі з однолітками, ганяв м'яч босоніж. Він так звик до цього, що згодом, вже ставши професійним футболістом, був змушений носити взуття, за спеціальною методикою оброблену зсередини, щоб Бернабе відчував, ніби виступає без взуття. Будова тіла Бернабе в юнацькому віці було досить худою, сам собі він здавався слабким, і Бернабе боровся з цією проблемою, в будь-яку погоду наносячи удари по м'ячу, навіть коли вже ніхто не грав: «Коли йшов дощ і всі сиділи вдома, я брав м'яч і йшов на поле, а там все бив і бив». Завдяки цьому Бернабе, ставши дорослим, найкраще грав в дощову погоду.

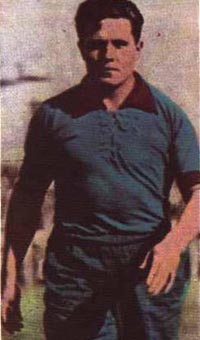
Бернабе Феррейра під час виступів за «Тігре»

Коли Бернабе було 10 років, його старші брати, які грали за клуб «Хорхе Ньюбері», запропонували йому перейти до них в клуб. Першу гру за команду Феррейра провів проти «Феррокаріль Буенос-Айрес — Пасіфико», команди, за яку він буде виступати в майбутньому. «Хорхе Ньюбері» перемогла в матчі з рахунком 3:0, а Бернабе, який грав на позиції нападника, відзначився забитим м'ячем. У 15-річному віці Бернабе став гравцем головної команди «Ньюбері», дивуючи громадськість кількістю голів, забитих у такому юному віці.
У 1927 році брати Феррейри в пошуках роботи переїхали в місто Хунін у провінції Буенос-Айреса, Бернабе влаштувався працювати маляром на залізничній станції. Незважаючи на зайнятість на роботі, Феррейра не кидав футбол: він став грати за команду «Феррокаріль Буенос-Айрес — Пасіфико». Перший матч за новий клуб Бернабе провів 9 жовтня 1927 року проти «Атлетіко Сарміенто», «Пасіфико» переміг з рахунком 1:0, гол забив Феррейра. У той рік Феррейра став найкращим бомбардиром Ліги Хуніненсе з 18-ма голами. Після цього успіху його запросили в клуб «Тальерес», але умови, запропоновані цією командою, не підійшли Феррейрі, і він залишився в «Пасіфіко» ще на рік.

### «Тігре»
У 1929 році гру Бернабе помітив відомий скаут Альберто Монжа, який запропонував футболісту виступати за клуб «Тігре». Спочатку Бернабе сумнівався, не бажаючи їхати з міста, де він прижився, але зрештою умовив його брат Пауліно, який говорив: «Обміркуй все добре, якщо ти поїдеш і у тебе вистачить терпіння, слава не змусить себе чекати, а якщо не витримаєш і повернешся — це буде ганьбою для нас усіх». Так Бернабе Феррейра став гравцем «Тігре». У першій грі Феррейри за клуб команді протистояв «Банфілд», дебют вийшов блискучим: Феррейра забив три м'ячі і швидко серед уболівальників «Тігре» він став кумиром, забиваючи багато важливих м'ячів.
У роки кінця аматорської епохи і початку професійної ери в аргентинському футболі було прийнято передавати гравців з клубу в клуб для участі в міжнародних клубних змаганнях, не уникнув цієї долі і Бернабе Феррейра: 1930 року «Тігре» передав Бернабе у розпорядження «Уракану» для участі в закордонному турне, на якому Феррейра став найкращим бомбардиром «Уракана», забивши у 8-ми іграх 11 голів. Пограв Феррейра і за клуб «Велес Сарсфілд», який їздив в турне по Америці, виступаючи в Чилі, Перу, Кубі, Мексиці і США. Тур «Велеса» вийшов вражаючим: у 25-ти матчах було здобуто 20 перемог, 4 гри закінчилися нічиєю, і лише один матч клуб програв команді «Фолл Ривер» з американського штату Род-Айленд. У турі «Велесом» було забито 84 голи, з них на частку Феррейри довелося 38 голів, що на 6 голів більше, ніж в сумі забили всі суперники «Велеса». Поїздка була вдалою не лише у спортивному плані, але і у фінансовому: за півроку з 30 листопада 1930 по 27 квітня 1931 року «Велес Сарсфілд» отримав 10 000 доларів у валюті песо, а кожен гравець щодня отримував по 250 доларів. Під час одного з матчів в Перу Феррейра потрапив м'ячем у воротаря суперника, удар був настільки сильний, що той знепритомнів, після гри Бернабе відвідав його в лікарні, а той сказав: «Якщо ми знову зіткнемося, попередьте мене перед тим, як вдарити». Під час матчу-реваншу з перуанською командою перед тим, як завдати удару, Феррейра дійсно попередив голкіпера, а потім забив гол.
У квітні 1931 року Феррейра повернувся в «Тігре». В той сезон пройшов один з найбільш знаменитих матчів Бернабе в кар'єрі, «тиграм» протистояв «Сан-Лоренсо», який боровся з «Бокою Хуніорс» за чемпіонський титул. За 10 хвилин до кінця «Сан-Лоренсо» вигравав з рахунком 2:0, але за 8 хвилин Бернабе забив три м'ячі, здобувши для своєї команди перемогу. За той сезон Бернабе Феррейра забив 19 м'ячів, провівши на полі лише 13 ігор.

### «Рівер Плейт»

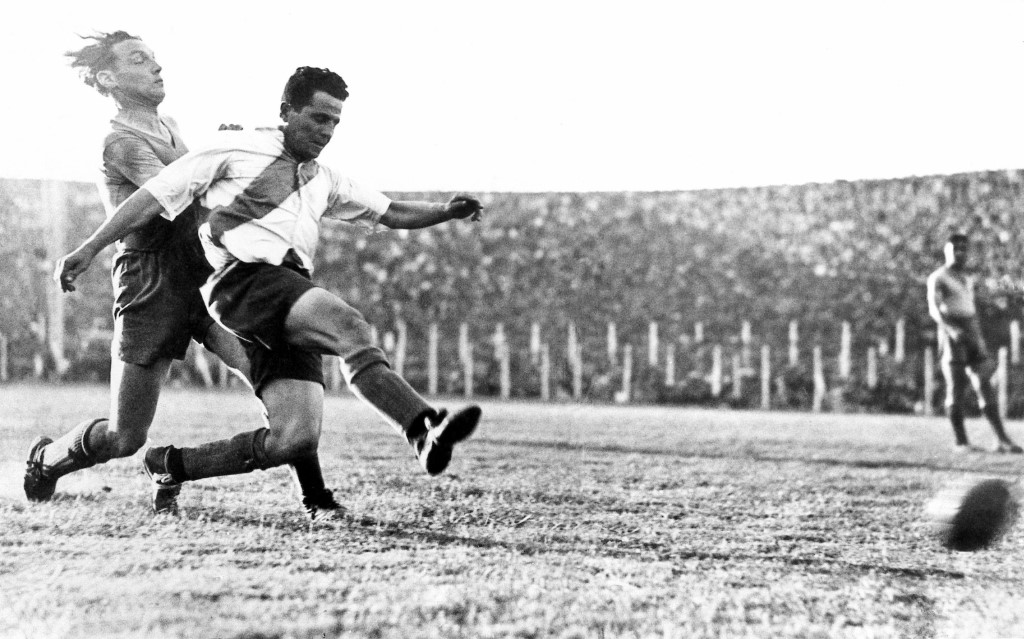
Бернабе Феррейра під час виступів за «Рівер Плейт». 1930-ті роки.

На тому знаменитому матчі з «Сан-Лоренсо» був присутній президент клубу «Рівер Плейт» Антоніо Веспуччі Ліберті, який мав намір придбати футболіста. Перехід був оформлений у 1932 році, за 32 000 песо Феррейра став гравцем «Рівера», ця сума стала найбільшою, виплаченої у всьому світовому футболі на той момент. У той же рік за 10 000 песо «Рівер» купив Карлоса Пеусельє, завдяки цим двом переходах «Рівер» і заробив прізвисько «millonarios» («мільйонери»).
13 березня 1932 року Феррейра дебютував за «Рівер» у грі з клубом «Чакаріта Хуніорс». В тому матчі новачок забив 2 голи, а його клуб переміг з рахунком 3:1. По закінченні матчу в одного хлопчика запитали, ким йому здався Феррейра, він відповів: «Це не людина, це хижак»; журналіст Уго Маріні, почувши це, помістив цей коментар в свою колонку в журналі, так народилося ще одне прізвисько Феррейри — La fiera (укр. Хижак). Після дебютного матчу Феррейра забив у наступних 12-ти матчах 19 м'ячів, і журналісти заснували спеціальний приз тому голкіперу, який вийде «сухим» після матчу проти Феррейри, приз отримав воротар «Уракан» Де Нікола. У тому ж році Феррейра своїм ударом зламав обидва зап'ястя голкіперу «Сан-Лоренсо» Фернандо Бельйо, після чого той відразу знепритомнів, після цього епізоду народилися й інші прізвиська Феррейри — El mortero de Rufino (укр. Мортира з Руфіно), La catapulta de Tigre (укр. Катапульта з Тігре) та інші, якими його нагороджували глядачі та журналісти. У той рік «Рівер Плейт» виграв свій перший чемпіонат у професійну епоху футболу Аргентини, а Феррейра став найкращим снайпером турніру, забивши 43 голи.

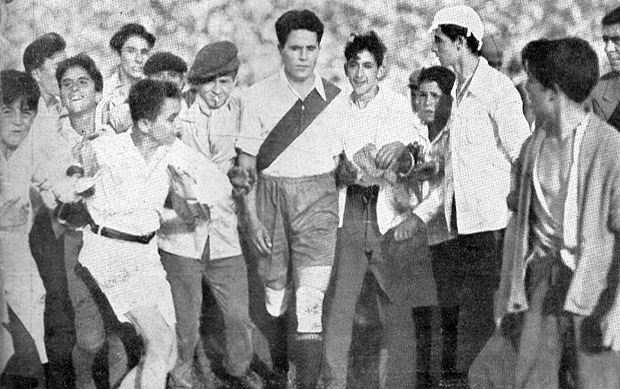
Феррейра на своєму прощальному матчі

У 1930-х у «Рівер» прийшли Ману Морено і Адольфо Педернера, а за ними Анхель Лабруна, який прийшов в клуб взяти автограф у свого улюбленого гравця, цим футболістом, яким захоплювався Лабруна, був, звичайно, Бернабе Феррейра. Для молодих футболістів Феррейра став наставником і помічником. Морено згадував: «Це був винятковий гравець. Суперники опікали його подвійно, а нам було легко з ним і грати, і спілкуватися». З новою талановитою молоддю і з Бернабе «Рівер Плейт» став майже непереможний, він виграв два поспіль титули чемпіона Аргентини, в 1936 і 1937 роках. У 1938 роках Бернабе майже не грав, його посилено опікали і часто били по ногах, його прощальний матч пройшов 28 травня 1938 року проти «Ньюеллс Олд Бойз», але сам Феррейра в ньому участі не брав.

## Виступи за збірну
1930 року дебютував в офіційних іграх у складі національної збірної Аргентини у матчі проти Уругваю, але через хвилювання, Феррейра не забивав м'ячі у ряді гольових моментів, в тому числі промахнувшись по воротах суперників з 3 метрів.
У складі збірної був учасником розіграшу Кубка Америки 1937 року в Аргентині, здобувши того року титул континентального чемпіона.
Протягом кар'єри у національній команді, яка тривала 8 років, провів у формі головної команди країни лише 4 матчі, забивши 1 гол.

## Смерть і пам'ять
Помер Бернабе Феррейра 22 травня 1972, залишивши дружину Хуану Бонету де Феррейра та дітей Бернабе і Карлоса. Його останки деякий час зберігалися у центральному холі «Рівер Плейта» під охороною почесної варти, а потім були перевезені в його рідній Руфіно, де поховані на місцевому цвинтарі. В цьому місті був створений клуб, що носить його ім'я, а в 1978 році було вирішено назвати іменем Бернабе Феррейри одну з вулиць, яка проходить поряд з вулицею, де знаходиться клуб «Хорхе Ньюбері», в якому Феррейра почав свій футбольний шлях.

## Титули і досягнення

### Командні
- Чемпіон Аргентини (3):

«Рівер Плейт»: 1932, 1936, 1937
- Чемпіон Південної Америки (1):

Аргентина: 1937

### Особисті
- Найкращий бомбардир чемпіонату Аргентини: 1932 (43 голи)